# جایزه سینمایی ام‌تی‌وی ۲۰۰۶
جوایز فیلم ام‌تی‌وی در سال ۲۰۰۶ در روز شنبه ۳ ژوئن ۲۰۰۶ برگزار شد و مجری آن جسیکا آلبا بود و در ۸ ژوئن با تاخیر پخش شد. اجراهایی توسط کریستینا آگیلرا، گروه موسیقی ای‌اف‌آی و نارلز بارکلی به نمایش درآمد. علاوه بر جوایز زیر، ام‌تی‌وی جوایز یک عمر دستاورد را به جیم کری (جایزه نسل ام‌تی‌وی) و اسپایک لی (سطل نقره ای عالی، برای فیلم کار درست را بکن) اهدا کرد. MTV پانزدهمین دوره جوایز سالانه خود را در روز شنبه، ۳ ژوئن، در استودیوی سونی پیکچرز در کال‌ور سیتی، کالیفرنیا برگزار کرد. این آخرین باری بود که تنث پلنت پروداکتشنز جوایز را تولید کرد و جوئل گالن برای دوازدهمین و آخرین سال متوالی تهیه کننده و کارگردان اجرایی شد.
این دومین نمایش جوایز سینمایی ام‌تی‌وی است که مجری برنده جایزه می شود. اولین نمایش در سال ۲۰۰۴ با لیندزی لوهان برنده جایزه بود. مجری جوایز سینمایی ام‌تی‌وی در سال ۲۰۰۶ جسیکا آلبا بود. کریستینا آگیلرا برای اولین‌بار، تک آهنگ اصلی خود را از آخرین انتشار خود، بازگشت به اصول، مرد دیگری نیست اجرا کرد و از پیش ضبط شده‌ها عبارت بودند از: رمز داوینچی، مأموریت: غیرممکن ۳ و کینگ کونگ.

## اجراکنندگان
- ای‌اف‌آی – "خانم قاتل"
- کریستینا آگیلرا – "مرد دیگری نیست"
- نارلز بارکلی – "دیوانه"